# Dāvis Bertāns
Dāvis Bertāns (ur. 12 listopada 1992) – łotewski koszykarz występujący na pozycji  niskiego skrzydłowego, od 2024 zawodnik Charlotte Hornets.
W 2011 wystąpił w meczu wschodzących gwiazd – Nike Hoop Summit.
Reprezentował Łotwę na Eurobaskecie 2011.
W drafcie NBA w 2011 został wybrany przez Indiana Pacers. Obecnie prawa do zawodnika posiada San Antonio Spurs. 14 lipca 2016 podpisał umowę z zespołem, z Teksasu.
6 lipca 2019 trafił w wyniku wymiany do Washington Wizards. 10 lutego 2022 został wytransferowany do Dallas Mavericks. 6 lipca 2023 trafił do Oklahoma City Thunder. 8 lutego 2024 został wymieniony do Charlotte Hornets.

## Osiągnięcia
Stan na 2 marca 2024, na podstawie, o ile nie zaznaczono inaczej.

### NBA
- Uczestnik konkursu rzutów za 3 punkty (2020)[9]

### Drużynowe
- Mistrz:
  - Ligi Adriatyckiej (2013)
  - ligi serbskiej (2012–2014)
- Wicemistrz:
  - Ligi Adriatyckiej (2011)
  - Słowenii (2011, 2012)
  - Zdobywca pucharu:
  - Serbii (2012)
  - Słowenii (2011, 2012)
- Finalista:
  - Superpucharu Słowenii (2010, 2011)
  - Pucharu Serbii (2013)
- 3. miejsce w:
  - Superpucharze Hiszpanii (2015)
  - Pucharze Hiszpanii (2016)
- 4. miejsce w:
  - Eurolidze (2016)
  - Ligi Adriatyckiej (2014)

### Indywidualne
- MVP 12 kolejki ligi serbskiej (2012/13)
- Zwycięzca konkursu wsadów ligi słoweńskiej (2011)

### Reprezentacja
Seniorska
- Uczestnik mistrzostw:
  - świata (2023 – 5. miejsce)[10]
  - Europy (2011 – 21. m.)

Młodzieżowe
- Brązowy medalista mistrzostw Europy U–18 (2010)
- Uczestnik:
  - mistrzostw świata U–19 (2011 – 10. m.)
  - mistrzostw Europy U–16 (2008 – 10. m.)
- Zaliczony do I składu mistrzostw Europy U–18 (2010)